# يوم الطفل

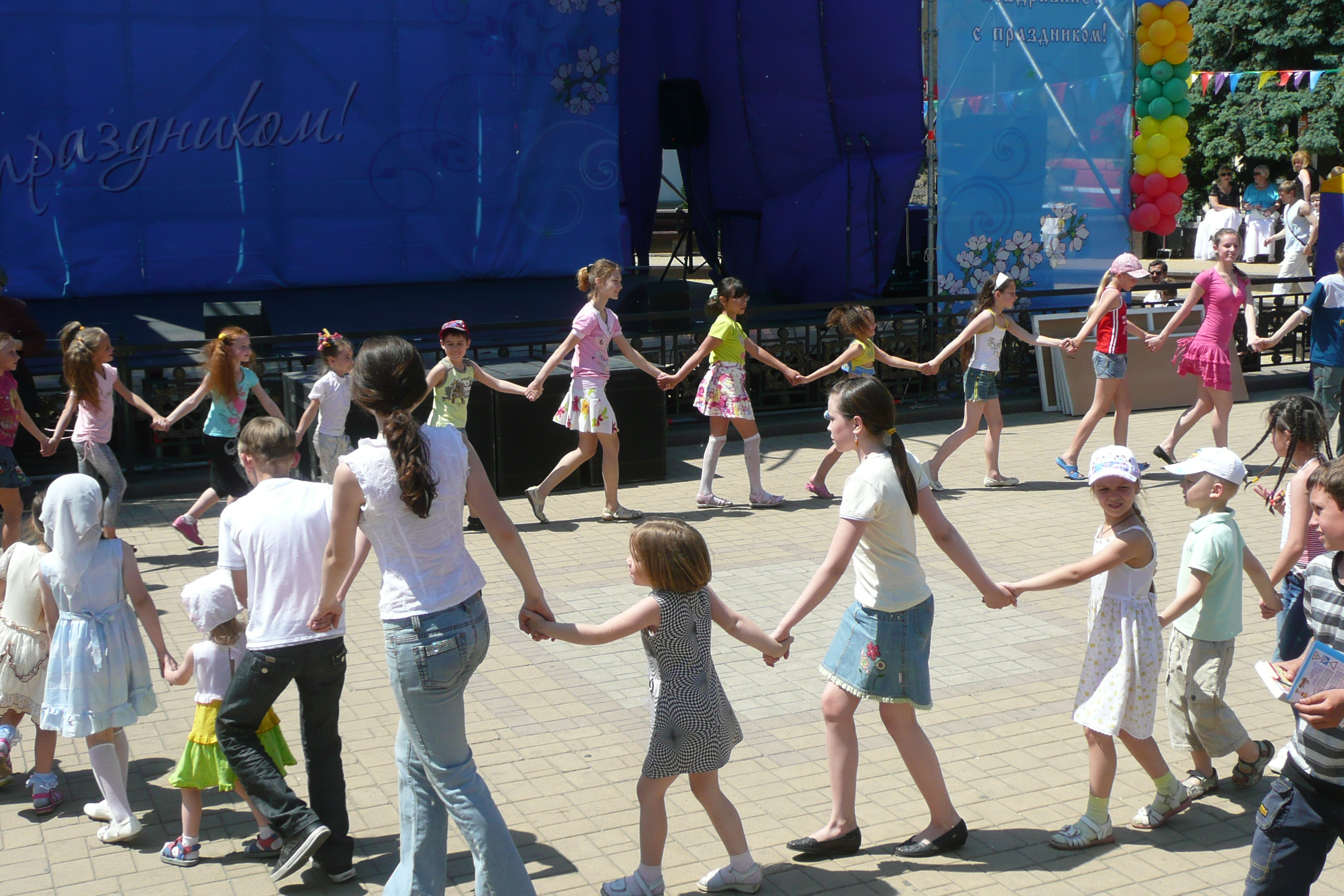
أطفال في أوكرانيا

يوم الطفل (بالإنجليزية: Children's Day)‏ هو اليوم الذي يحتفل فيه بالأطفال، في تواريخ تقويمية مختلفة، في مختلف دول العالم، حسب تراثها وإرثها الحضاري.

## تاريخ الاحتفال
اليوم الدولي لحماية الأطفال يحتفل به في 1 يونيو منذ عام 1950م. وقد استحدث الاتحاد النسائي الديمقراطي الدولي الاحتفال بهذا اليوم في مؤتمره المنعقد بموسكو في 4 نوفمبر 1949. ولا تزال الدول الشيوعية السابقة تحتفل بالمناسبة في 1 يونيو/حزيران.[بحاجة لمصدر]
وفي 20 نوفمبر من كل عام تحتفل دول العالم بيوم الطفل العالمي (بالإنجليزية: Universal Children's Day)‏ حسب توصية الجمعية العامة للأمم المتحدة في العام 1954 م بأن تقيم جميع البلدان يوماً عالمياً للطفل يحتفل به بوصفه يوماً للتآخي والتفاهم على النطاق العالمي بين الأطفال وقد أعلنت الأمم المتحدة في هذا اليوم قانون حقوق الطفل. وأيضاً حدد 5 نوفمبر يوماً للطفل العالمي، وقد سبقه وتلاه عدد من الاتفاقات الدولية حول حقوق الطفل.
ومن الجدير ذكره أن المجموعة العربية قد وضعت تحفظات على حقوق الطفل لناحية احترام حرية المعتقد.[بحاجة لمصدر].

## مواعيد الاحتفال حول العالم
التاريخ المعترف به ليوم الطفل يختلف من دولة إلى أخرى. في هذا القسم بعض الأمثلة، مرتبة حسب تاريخ الاحتفال.
| تقويم ميلادي                                                                                | تقويم ميلادي                                 | تقويم ميلادي                                                                                                | تقويم ميلادي                                                                                                | تقويم ميلادي                                                                                                | تقويم ميلادي                                                                                                | تقويم ميلادي | تقويم ميلادي |
| الحدث                                                                                       | التاريخ                                      | الدولة | الدولة | الدولة | الدولة | الدولة | الدولة |
| ------------------------------------------------------------------------------------------- | -------------------------------------------- | --- | --- | --- | --- | --- | --- |
| الجمعة الأولى من شهر يناير                                                                  | 3 يناير 2024 2 يناير 2025 1 يناير 2026       | جزر البهاما                                                                                                 | جزر البهاما                                                                                                 | جزر البهاما                                                                                                 | جزر البهاما                                                                                                 | جزر البهاما | جزر البهاما |
| 11 يناير                                                                                    |                                              | تونس | تونس | تونس | تونس | تونس | تونس |
| السبت الثاني من يناير                                                                       | 11 يناير 2024 10 يناير 2025 9 يناير 2026     | تايلاند | تايلاند | تايلاند | تايلاند | تايلاند | تايلاند |
| الأحد الثاني من فبراير                                                                      | 9 فبراير 2024 8 فبراير 2025 14 فبراير 2026   | جزر كوك · نييوي · ناورو · توكيلاو · جزر كايمان                                                              | جزر كوك · نييوي · ناورو · توكيلاو · جزر كايمان                                                              | جزر كوك · نييوي · ناورو · توكيلاو · جزر كايمان                                                              | جزر كوك · نييوي · ناورو · توكيلاو · جزر كايمان                                                              | جزر كوك · نييوي · ناورو · توكيلاو · جزر كايمان                                                                                | جزر كوك · نييوي · ناورو · توكيلاو · جزر كايمان                                                                                |
| الأحد الأول من مايو                                                                         | 2 مايو 2024 1 مايو 2025 6 مايو 2026          | نيوزيلندا                                                                                                   | نيوزيلندا                                                                                                   | نيوزيلندا                                                                                                   | نيوزيلندا                                                                                                   | نيوزيلندا | نيوزيلندا |
| 17 مارس                                                                                     |                                              | بنغلاديش | بنغلاديش | بنغلاديش | بنغلاديش | بنغلاديش | بنغلاديش |
| 21 مارس                                                                                     |                                              | ليبيا | ليبيا | ليبيا | ليبيا | ليبيا | ليبيا |
| الجمعة الأولى من شهر أبريل                                                                  |                                              | مصر | مصر | مصر | مصر | مصر | مصر |
| 4 أبريل                                                                                     |                                              | هونغ كونغ · تايوان                                                                                          | هونغ كونغ · تايوان                                                                                          | هونغ كونغ · تايوان                                                                                          | هونغ كونغ · تايوان                                                                                          | هونغ كونغ · تايوان | هونغ كونغ · تايوان |
| 5 أبريل                                                                                     |                                              | فلسطين | فلسطين | فلسطين | فلسطين | فلسطين | فلسطين |
| 12 أبريل                                                                                    |                                              | بوليفيا · هايتي                                                                                             | بوليفيا · هايتي                                                                                             | بوليفيا · هايتي                                                                                             | بوليفيا · هايتي                                                                                             | بوليفيا · هايتي | بوليفيا · هايتي |
| السبت الأخير من شهر أبريل                                                                   | 26 أبريل 2024 25 أبريل 2025 30 أبريل 2026    | كولومبيا | كولومبيا | كولومبيا | كولومبيا | كولومبيا | كولومبيا |
| 23 أبريل                                                                                    |                                              | تركيا | تركيا | تركيا | تركيا | تركيا | تركيا |
| 24 أبريل                                                                                    |                                              | زامبيا | زامبيا | زامبيا | زامبيا | زامبيا | زامبيا |
| 30 أبريل                                                                                    |                                              | المكسيك | المكسيك | المكسيك | المكسيك | المكسيك | المكسيك |
| 5 مايو                                                                                      |                                              | اليابان · كوريا الجنوبية                                                                                    | اليابان · كوريا الجنوبية                                                                                    | اليابان · كوريا الجنوبية                                                                                    | اليابان · كوريا الجنوبية                                                                                    | اليابان · كوريا الجنوبية | اليابان · كوريا الجنوبية |
| الأحد الثاني من شهر مايو                                                                    | 11 مايو 2024 10 مايو 2025 8 مايو 2026        | إسبانيا | إسبانيا | إسبانيا | إسبانيا | إسبانيا | إسبانيا |
| 10 مايو                                                                                     |                                              | جزر المالديف                                                                                                | جزر المالديف                                                                                                | جزر المالديف                                                                                                | جزر المالديف                                                                                                | جزر المالديف | جزر المالديف |
| 17 مايو                                                                                     |                                              | النرويج | النرويج | النرويج | النرويج | النرويج | النرويج |
| 27 مايو                                                                                     |                                              | نيجيريا | نيجيريا | نيجيريا | نيجيريا | نيجيريا | نيجيريا |
| الأحد الأخير من شهر مايو                                                                    | 25 مايو 2024 3مايو 2025 29 مايو 2026         | المجر | المجر | المجر | المجر | المجر | المجر |
| عيد الصعود                                                                                  | 29 مايو 2024 14 مايو 2025 5 مايو 2026        | ساموا الأمريكية · جزر فوكلاند · جزر سليمان                                                                  | ساموا الأمريكية · جزر فوكلاند · جزر سليمان                                                                  | ساموا الأمريكية · جزر فوكلاند · جزر سليمان                                                                  | ساموا الأمريكية · جزر فوكلاند · جزر سليمان                                                                  | ساموا الأمريكية · جزر فوكلاند · جزر سليمان                                                                                    | ساموا الأمريكية · جزر فوكلاند · جزر سليمان                                                                                    |
| 1 يونيو                                                                                     |                                              | ألبانيا · أنغولا · أرمينيا · أذربيجان · بيلاروس · بنين · بلغاريا · البوسنة والهرسك                          | الصين · كمبوديا · جمهورية التشيك · تيمور الشرقية · الإكوادور · إستونيا · إثيوبيا · جورجيا                   | غينيا بيساو · كازاخستان · كوسوفو · قرغيزستان · لاوس · لاتفيا · لبنان · ليتوانيا · مقدونيا · ماكاو           | مولدوفا · منغوليا · الجبل الأسود · موزمبيق · ميانمار · نيكاراغوا · بولندا                                   | البرتغال · رومانيا · روسيا · ساو تومي وبرينسيب · صربيا · سلوفاكيا · سلوفينيا                                                  | طاجيكستان · تنزانيا · تركمانستان · أوكرانيا · أوزبكستان · فيتنام · اليمن                                                      |
| 2 يونيو                                                                                     |                                              | كوريا الشمالية                                                                                              | كوريا الشمالية                                                                                              | كوريا الشمالية                                                                                              | كوريا الشمالية                                                                                              | كوريا الشمالية | كوريا الشمالية |
| الأحد الثاني من يونيو                                                                       | 8 يونيو 2024 14 يونيو 2025 12 يونيو 2026     | الولايات المتحدة                                                                                            | الولايات المتحدة                                                                                            | الولايات المتحدة                                                                                            | الولايات المتحدة                                                                                            | الولايات المتحدة | الولايات المتحدة |
| 1 يوليو                                                                                     |                                              | باكستان | باكستان | باكستان | باكستان | باكستان | باكستان |
| الأحد الثالث من يوليو                                                                       | 20 يوليو 2024 19 يوليو 2025 17 يوليو 2026    | كوبا · بنما · فنزويلا                                                                                       | كوبا · بنما · فنزويلا                                                                                       | كوبا · بنما · فنزويلا                                                                                       | كوبا · بنما · فنزويلا                                                                                       | كوبا · بنما · فنزويلا | كوبا · بنما · فنزويلا |
| 23 يوليو                                                                                    |                                              | إندونيسيا                                                                                                   | إندونيسيا                                                                                                   | إندونيسيا                                                                                                   | إندونيسيا                                                                                                   | إندونيسيا | إندونيسيا |
| 24 يوليو                                                                                    |                                              | فانواتو | فانواتو | فانواتو | فانواتو | فانواتو | فانواتو |
| الأحد الأول في شهر أغسطس                                                                    | 3 أغسطس 2024 2 أغسطس 2025 7 أغسطس 2026       | الأوروغواي                                                                                                  | الأوروغواي                                                                                                  | الأوروغواي                                                                                                  | الأوروغواي                                                                                                  | الأوروغواي | الأوروغواي |
| الأحد الثاني من شهر أغسطس                                                                   | 10 أغسطس 2024 9 أغسطس 2025 14 أغسطس 2026     | الأرجنتين                                                                                                   | الأرجنتين                                                                                                   | الأرجنتين                                                                                                   | الأرجنتين                                                                                                   | الأرجنتين | الأرجنتين |
| 16 أغسطس                                                                                    |                                              | باراغواي | باراغواي | باراغواي | باراغواي | باراغواي | باراغواي |
| الأحد الثالث من شهر أغسطس                                                                   | 17 أغسطس 2024 16 أغسطس 2025 21 أغسطس 2026    | بيرو | بيرو | بيرو | بيرو | بيرو | بيرو |
| 9 سبتمبر                                                                                    |                                              | كوستاريكا                                                                                                   | كوستاريكا                                                                                                   | كوستاريكا                                                                                                   | كوستاريكا                                                                                                   | كوستاريكا | كوستاريكا |
| 10 سبتمبر                                                                                   |                                              | هندوراس | هندوراس | هندوراس | هندوراس | هندوراس | هندوراس |
| 29 بهادرا                                                                                   | سبتمبر 14 سبتمبر 15 (السنة الكبيسة)          | نيبال | نيبال | نيبال | نيبال | نيبال | نيبال |
| 20 سبتمبر                                                                                   |                                              | ألمانيا | ألمانيا | ألمانيا | ألمانيا | ألمانيا | ألمانيا |
| 1 أكتوبر                                                                                    |                                              | السلفادور · غواتيمالا · سريلانكا                                                                            | السلفادور · غواتيمالا · سريلانكا                                                                            | السلفادور · غواتيمالا · سريلانكا                                                                            | السلفادور · غواتيمالا · سريلانكا                                                                            | السلفادور · غواتيمالا · سريلانكا                                                                                              | السلفادور · غواتيمالا · سريلانكا                                                                                              |
| الجمعة الأولى في أكتوبر                                                                     | 3 أكتوبر 2024 2 أكتوبر 2025 7 أكتوبر 2026    | سنغافورة | سنغافورة | سنغافورة | سنغافورة | سنغافورة | سنغافورة |
| الأربعاء الأول في أكتوبر (مخصص ليومالطفل) الأحد الثاني من أغسطس (مخصص لحتفالات يوم الطفولة) | 1 أكتوبر 2024 7 أكتوبر 2025 5 أكتوبر 2026    | تشيلي | تشيلي | تشيلي | تشيلي | تشيلي | تشيلي |
| 8 أكتوبر                                                                                    |                                              | إيران | إيران | إيران | إيران | إيران | إيران |
| 12 أكتوبر                                                                                   |                                              | البرازيل | البرازيل | البرازيل | البرازيل | البرازيل | البرازيل |
| السبت الرابع من أكتوبر                                                                      | 25 أكتوبر 2024 24 أكتوبر 2025 22 أكتوبر 2026 | أستراليا · ماليزيا                                                                                          | أستراليا · ماليزيا                                                                                          | أستراليا · ماليزيا                                                                                          | أستراليا · ماليزيا                                                                                          | أستراليا · ماليزيا | أستراليا · ماليزيا |
| السبت الأول من نوفمبر                                                                       | 1 نوفمبر 2024 7 نوفمبر 2025 5 نوفمبر 2026    | جنوب إفريقيا                                                                                                | جنوب إفريقيا                                                                                                | جنوب إفريقيا                                                                                                | جنوب إفريقيا                                                                                                | جنوب إفريقيا | جنوب إفريقيا |
| 11 نوفمبر                                                                                   |                                              | كرواتيا | كرواتيا | كرواتيا | كرواتيا | كرواتيا | كرواتيا |
| 14 نوفمبر                                                                                   |                                              | الهند | الهند | الهند | الهند | الهند | الهند |
| 20 نوفمبر                                                                                   |                                              | الوطن العربي · أذربيجان · كندا · كرواتيا · إثيوبيا · فنلندا · فرنسا · اليونان · جمهورية أيرلندا · إسرائيل · | الوطن العربي · أذربيجان · كندا · كرواتيا · إثيوبيا · فنلندا · فرنسا · اليونان · جمهورية أيرلندا · إسرائيل · | الوطن العربي · أذربيجان · كندا · كرواتيا · إثيوبيا · فنلندا · فرنسا · اليونان · جمهورية أيرلندا · إسرائيل · | الوطن العربي · أذربيجان · كندا · كرواتيا · إثيوبيا · فنلندا · فرنسا · اليونان · جمهورية أيرلندا · إسرائيل · | كينيا · ماليزيا · مقدونيا · هولندا · الفلبين · صربيا · سلوفينيا · جنوب إفريقيا · إسبانيا · السويد · سويسرا · ترينيداد وتوباغو | كينيا · ماليزيا · مقدونيا · هولندا · الفلبين · صربيا · سلوفينيا · جنوب إفريقيا · إسبانيا · السويد · سويسرا · ترينيداد وتوباغو |
| 5 ديسمبر                                                                                    |                                              | سورينام | سورينام | سورينام | سورينام | سورينام | سورينام |
| 23 ديسمبر                                                                                   |                                              | جنوب السودان · السودان                                                                                      | جنوب السودان · السودان                                                                                      | جنوب السودان · السودان                                                                                      | جنوب السودان · السودان                                                                                      | جنوب السودان · السودان | جنوب السودان · السودان |
| 25 ديسمبر                                                                                   |                                              | جمهورية الكونغو · جمهورية الكونغو الديمقراطية · الكاميرون ·                                                 | جمهورية الكونغو · جمهورية الكونغو الديمقراطية · الكاميرون ·                                                 | جمهورية الكونغو · جمهورية الكونغو الديمقراطية · الكاميرون ·                                                 | جمهورية الكونغو · جمهورية الكونغو الديمقراطية · الكاميرون ·                                                 | غينيا الاستوائية · الغابون · تشاد · جمهورية إفريقيا الوسطى                                                                    | غينيا الاستوائية · الغابون · تشاد · جمهورية إفريقيا الوسطى                                                                    |
| الجمعة الأخيرة من شهر ديسمبر                                                                | 26 ديسمبر 2024 25 ديسمبر 2025 30 ديسمبر 2026 | دومينيكا | دومينيكا | دومينيكا | دومينيكا | دومينيكا | دومينيكا |

## احتفال جوجل

احتفال جوجل بيوم الطفل

احتفل مُحرك البَحث جوجل بيوم الطِفل في أنحاء مُختلفة من العالم وفقاً للتواريخ التالية:
- 17 يوليو 2016 في فنزويلا وَبنما.